# Меркли, Ник
Ник Меркли (род. 23 мая 1997 года в Калгари, Альберта) — канадский хоккеист, нападающий клуба «Шанхай Дрэгонс». 

## Карьера
Ник Меркли в юности играл за «Калгари Байзонс» и был выбран под 9-м номером клубом «Келоуна Рокетс» на драфте Западной хоккейной лиги (WHL). В следующем сезоне он выступал за «Калгари Байзонс» в Альберта Карлик хоккейной лиге, а в декабре 2012 года впервые вышел на лед за «Келоуна Рокетс». Это была его единственная игра в регулярном чемпионате сезона 2012/13, но в играх плей-офф он снова играл за «Рокетс». После этого нападающий стал постоянным игроком в Британской Колумбии.
В сезоне 2013/14 Меркли набрал 58 очков и занял первое место в Западной конференции вместе с «Рокетс». В составе «Рокетс» выиграл Мемориальный трофей Скотти Манро, но в плей-офф дошёл до финала где его команда проиграла «Портленд Уинтерхокс».
В 2014 году Меркли был удостоен награды Мемориальный трофей Джима Пигготта как Новичок года за хорошие выступления в течение сезона. В сезоне 2014/15 «Келоуна Рокетс» выиграла чемпионат Западной хоккейной лиги. Меркли набрал 90 бомбардирских очков в 72 играх и таким образом принял участие в Игре лучших проспектов НХЛ, а также был выбран в Вторую команду всех звезд WHL West. В Мемориальном кубке 2015 года «Рокетс» вышли в финал, но уступили «Ошава Дженералз» со счетом 1:4. В конце концов, Меркли также был выбран в "Команду всех звезд Мемориального кубка".
В декабре 2019 года Меркли вместе с Нейтом Шнарром и Кевином Бахлом получил условное право выбора в первом раунде драфта НХЛ 2020 года, а также столь же условное право выбора в третьем раунде драфта НХЛ 2020 года за «Койотис», не сыграв больше ни одного матча в НХЛ. На драфте 2021 года отдан «Нью-Джерси Девилз» на Тейлора Холла и Блейка Спирса, которые переехали в «Аризону».
Осенью 2020 года Меркли присоединился в финской команде «Эссят» на правах аренды и вернулся в «Девилз» с началом сезонов в Северной Америке. Однако после сезона 2020/21 «Нью-Джерси» отдал его в «Сан-Хосе Шаркс» в обмен на Кристиана Яроша. Однако в Калифорнии он играл только до марта 2022 года, когда его перевели в «Нью-Йорк Рейнджерс» в обмен на Энтони Битетто.
1 августа 2022 года Мёркли перешел в минское «Динамо» из КХЛ после того, как до конца сезона выступал только за фарм-команду АХЛ «Хартфорд Вулф Пэк».
8 июля 2024 года Мёркли перешёл в «Автомобилист», подписав с командой двухлетний контракт. Отыграл за уральский клуб один сезон КХЛ, набрав 22 (12+10) очка в 66 матчах регулярки и плей-офф. В августе 2025 года расторг контракт с «Автомобилистом».  

### Международный
В январе 2014 года Ник Меркли принял участие в World U-17 Hockey Challenge за команду "Canada Pacific" World U-17 Hockey Challenge 2014 (январь). На групповом этапе команда смогла решить все вопросы самостоятельно и после этого дошла до финала, где проиграла команде США со счетом 0:4 и таким образом завоевала серебряную медаль. В августе того же года Меркли был частью сборной Канады до 18 лет, которая выиграла Мемориальный турнир Ивана Глинки, одержав финальную победу над Швецией.